# 大麻鳽
大麻𫛚（学名：Botaurus stellaris）为鹭科麻𫛚属的鸟类，又名大麻鳽，俗名蒲鸡、大水骆驼。是一種涉水鳥類，屬於鷺科Ardeidae中的葦鳽亞科 （Botaurinae）。有兩個亞種，北方種（B. s. stellaris）在歐洲部分地區和古北界繁殖，也分佈於非洲北部沿海地區，而南方種（B. s. capensis）則是南部非洲的特有種。這是一種隱秘的鳥，喜歡藏匿在蘆葦灘和水體附近的濃密植被中，很少見於開闊地帶。在春天繁殖季節，雄鳥發出的低沉而響亮的鳴聲，可以表明其存在。牠以魚、小型哺乳動物、雛鳥、兩棲動物、甲殼類和昆蟲為食。
巢通常築在水體邊緣的蘆葦中。雌鳥孵化卵並餵養雛鳥，雛鳥約兩週大時離巢。她繼續照顧牠們直到大約六週後完全長出飛羽。
由於其特定的棲地需求和全球範圍內濕地的減少，該種群被認為在全球範圍內呈下降趨勢。然而，這種下降是緩慢的，國際自然保護聯盟將其整體保護狀況評估為「無危」。儘管如此，一些地方種群面臨風險，而南方種群的下降更為顯著，令人擔憂。在英國，這是所有鳥類中最受威脅的物種之一。

## 分類及詞源
該物種首次由烏利塞·阿爾德羅萬迪於1603年在其《鳥類學》中描述為Ardea asteria sive stellaris。1660年，鳥類學家托馬斯·布朗稱其為Ardea stellaris botaurus，而瑞典博物學家卡爾·林奈在1758年的Systema Naturae中再次命名為Ardea stellaris。它被歸類於麻鳽亞科，與之最接近的親緣種是美洲麻鳽（Botaurus lentiginosus）、細紋麻鳽（Botaurus pinnatus）和澳洲麻鳽（Botaurus poiciloptilus）。
英國博物學家詹姆斯·法蘭西斯·斯提芬斯給予其屬名Botaurus，源自中世紀拉丁語butaurus，意為“麻鳽”，這個詞本身源自中古英語對該鳥的稱呼，botor。老普林尼給出了一個奇特的詞源，來源於Bos （牛）和taurus （公牛），因為麻鳽的鳴聲聲像公牛的吼叫。該物種名稱stellaris是拉丁語中“星形”的意思，來自stella，即“星星”，指的是其斑點的羽毛。
其民間名稱，通常是當地的，包含許多以“桶匠”、“沼牛”、“沼地母雞”、“沼地漫步者”、“沼地鼓[聲]”、“黃油鳽”、“苦鳽”、“沼地吹鳴”、“沼地鼓”、“咆哮鳥”、“瓶鳽”、“沼地公牛”、“沼澤公牛”、“鼓鼓的鳽”、“石南地吹鳴”為主題的變體。大多數這些名稱是擬聲詞，用來形容該鳥的鳴聲聲，被描述為“鼓聲”或“咆哮”。沼澤和沼地指的是該鳥的棲地。

## 亞種
大麻鷺被認為有兩個亞種；指名亞種B. s. stellaris在古北界分佈，覆蓋歐洲、北非和亞洲的廣泛地區。在中國分布地點包括台湾以及中国大陆的新疆、甘肃、内蒙古、東北三省、華北至華南、西南等地。
另一亞種B. s. capensis僅分佈於南部非洲。capensis這個名字被用來指在舊熱帶界發現但未確定具體分佈範圍的物種。

## 描述

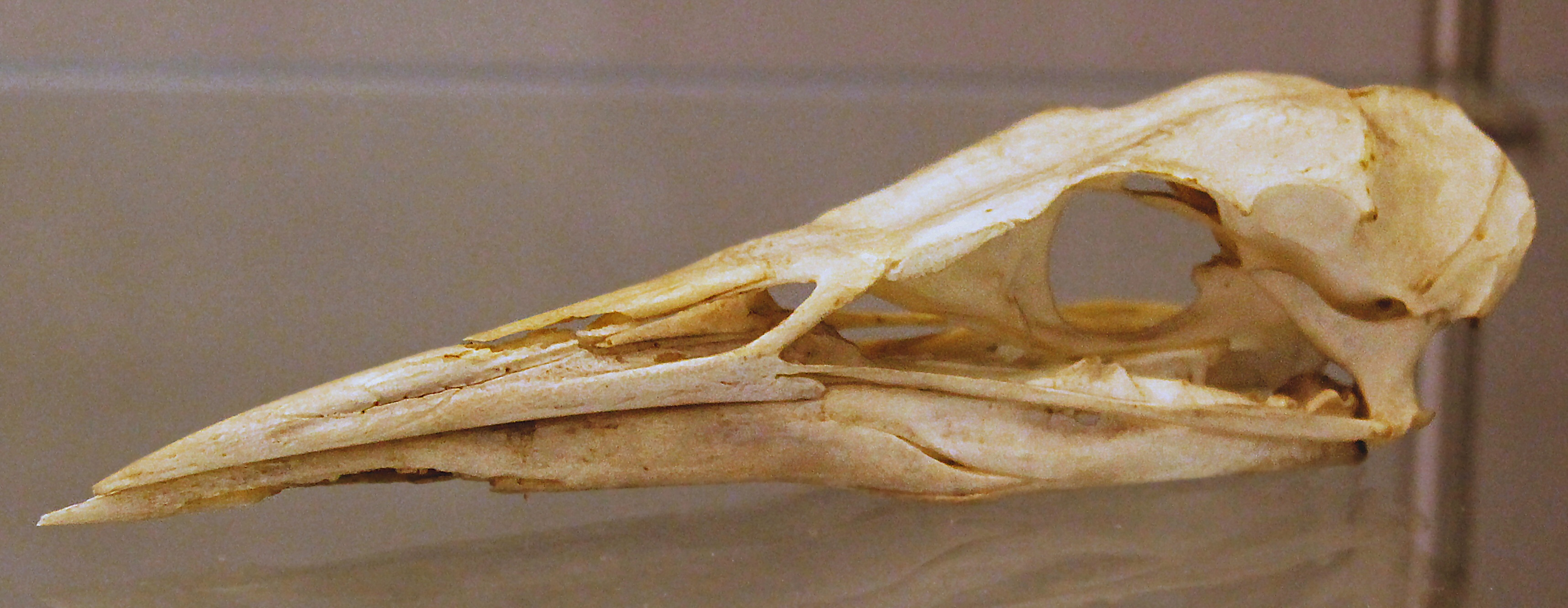
大麻鷺的頭骨

大麻鷺是體型較為厚實的鷺，擁有明亮、淡黃褐色的羽毛，上面覆蓋著深色條紋和斑紋。正如其別名所暗示的那樣，這種麻鳽是體型最大的，雄性比雌性稍大。歐洲或大麻鳽身長69—81 cm（27—32英寸），翼展100—130 cm（40—50英寸），體重0.87—1.94（1 磅 141⁄2 oz—4 磅 41⁄2 oz） 
頭頂和後頸為黑色，個別羽毛較長且鬆散排列，羽毛尖端為淡黃褐色，帶有細細的黑色橫紋。頭和頸的側面為較為均勻的黃褐色，帶有不規則的黑色橫紋。背部、肩羽和背部的顏色相似，但橫紋較重，個別羽毛具有黑色中心和橫紋。頭部有一道黃褐色的眉紋和一道棕黑色的髭紋。頸側為鐵銹棕色，帶有淡淡的橫紋。下巴和喉部為淡黃色，喉部中央的羽毛有鐵銹棕色的縱向條紋。胸部和腹部為黃褐色，兩側有寬的棕色條紋，中央有窄條紋。尾部為鐵銹色褐色，中央有黑色條紋，邊緣有黑色斑點。翅膀為淡鐵銹棕色，不規則地帶有黑色橫紋、條紋和斑點。羽毛質地鬆散，頭頂、頸部和胸部的延長羽毛可以豎起。強而有力的喙為黃綠色，上喙尖端顏色較深。眼睛有黃色的虹膜，周圍是一圈綠色或藍色的裸露皮膚。腿和腳為綠色，跗跖骨關節和腳底為黃色。幼鳥的羽毛類似於成鳥，但顏色較淡，特徵不明顯。

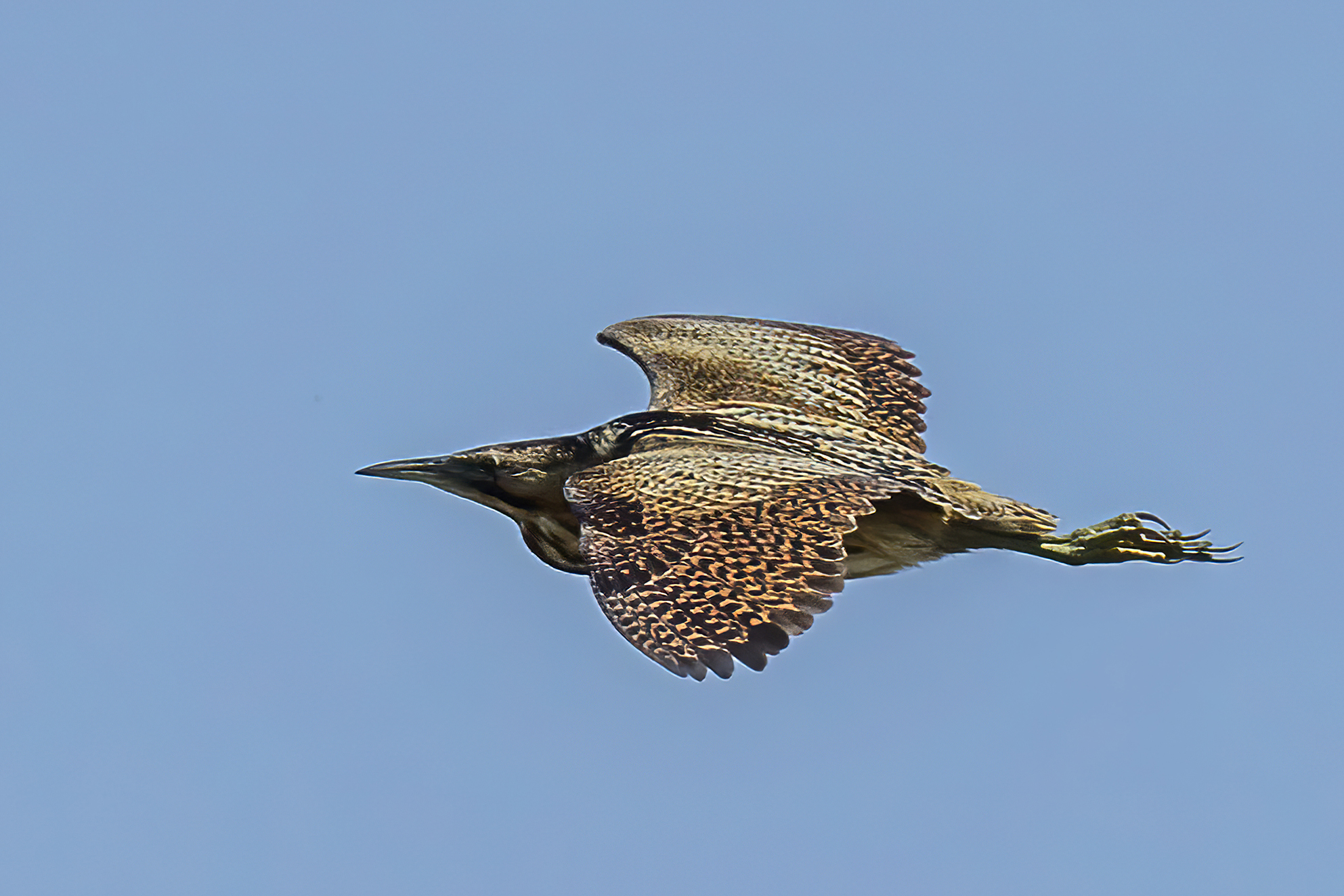
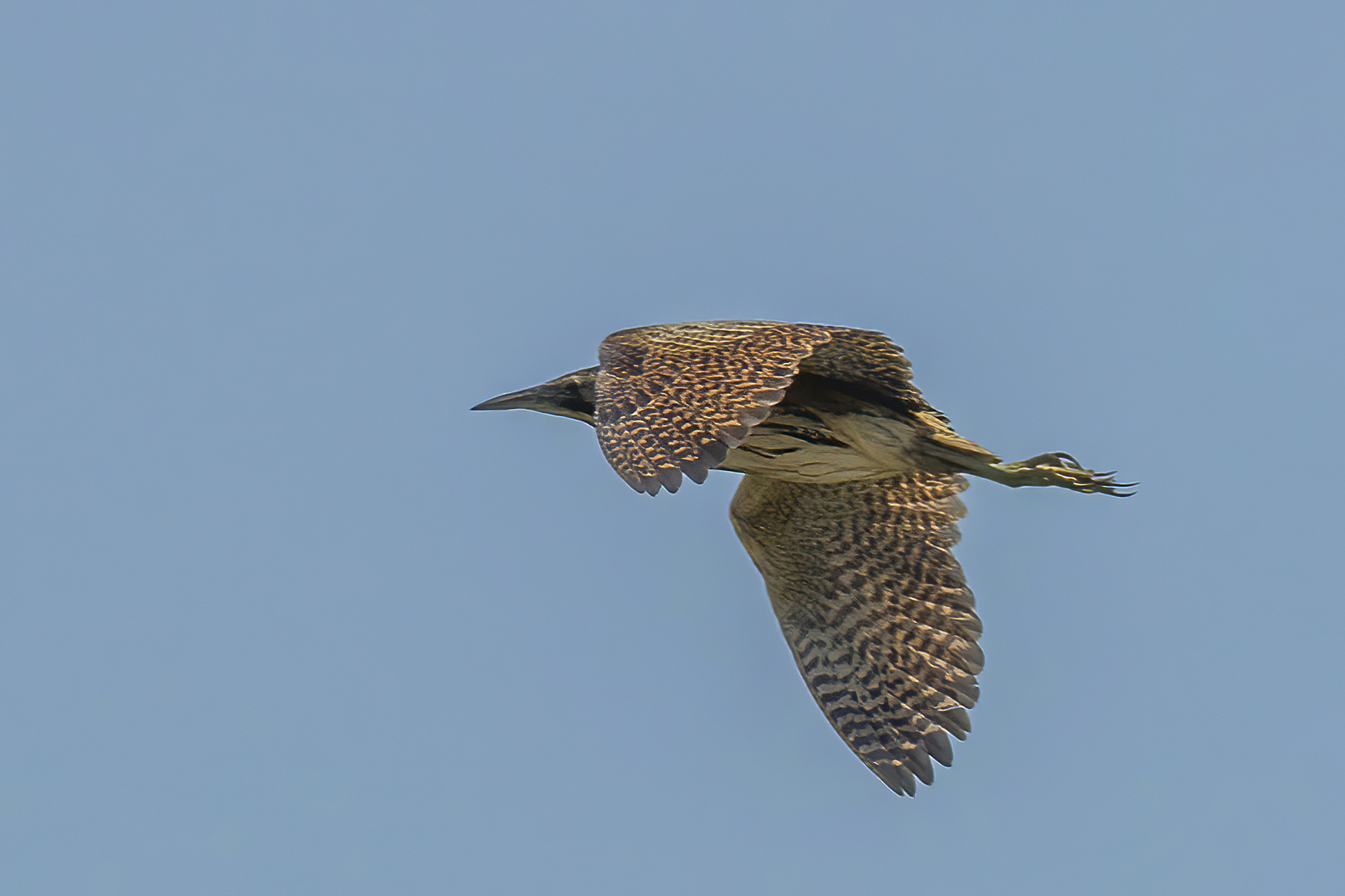
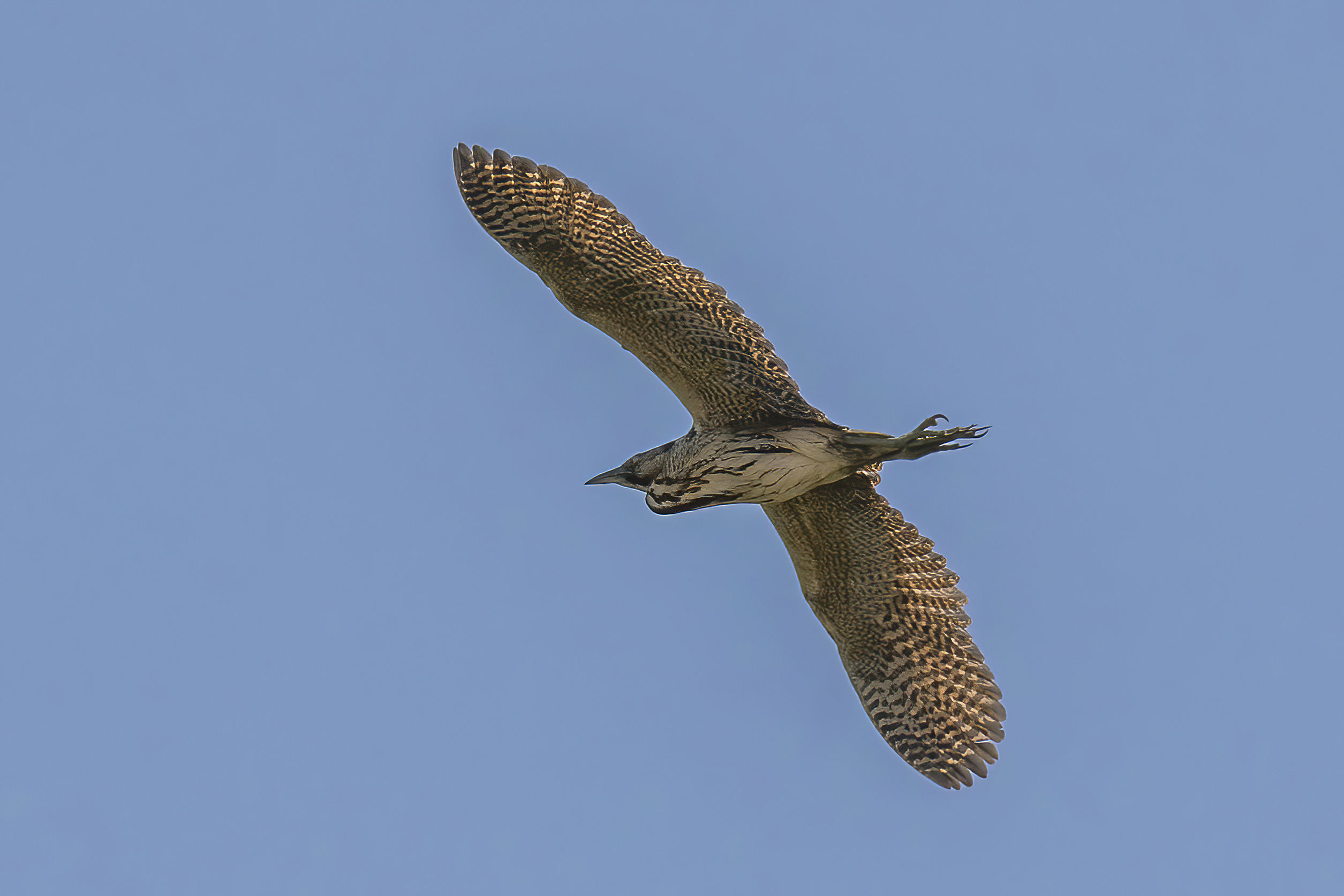

## 分佈及棲地
B. s. stellaris 的繁殖範圍從不列顛群島、瑞典和芬蘭，向東延伸至西伯利亞東部的庫頁島、韓國和日本的北海道。該鳥類的北部分佈範圍在烏拉爾山脈約57°N和西伯利亞東部64°N附近。其南部分佈範圍包括地中海、黑海、伊朗、阿富汗、哈薩克斯坦、蒙古和中國。在摩洛哥、阿爾及利亞和突尼斯也有小型留鳥種群繁殖。
在中国大陆的新疆、内蒙古、黑龙江、吉林、辽宁、河北为夏候鸟，辽宁、山东、山西、甘肃、河南、长江流域从江浙到四川、云南、福建、广东、广西、新疆为冬候鸟或旅鸟，贵州、台湾为冬候鸟。
它通常棲息在蘆葦灘（Phragmites）和沼澤，以及被濃密植被環繞的湖泊、潟湖和緩慢流動的河流。它有時在農業區的池塘邊築巢，甚至在有合適棲地的居住區附近，但更偏愛至少17.048吋大的大型蘆葦灘進行繁殖。

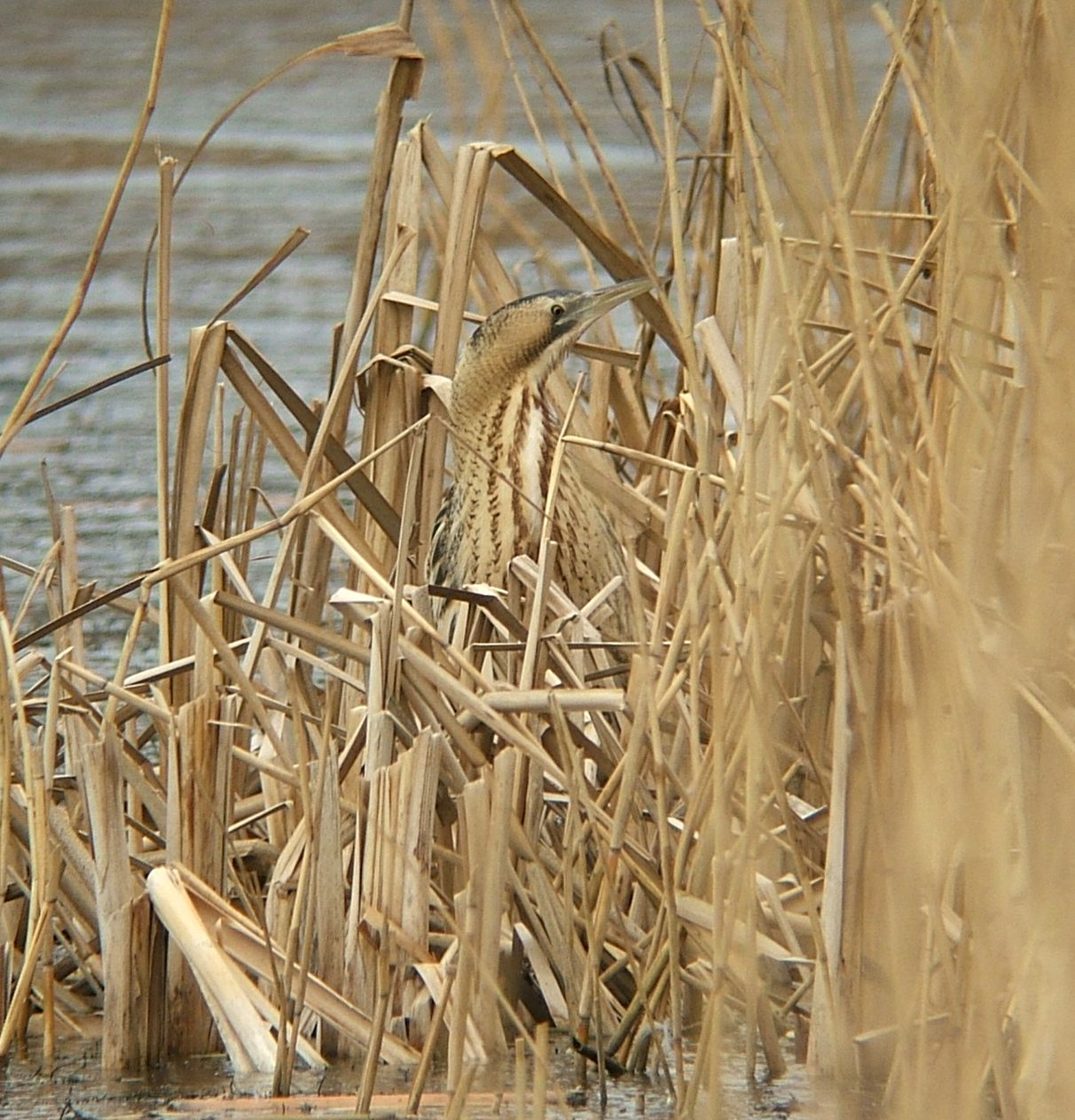
在典型的蘆葦灘棲地偽裝的很好的大麻鷺

一部分族群是留鳥，全年都留在同一地區。較北的族群通常會遷徙到較溫暖的地區，但有些鳥類經常留下；北歐的鳥類傾向於向南和向西遷徙到南歐、北部和中部非洲，而北亞的鳥類則遷徙到阿拉伯半島、印度次大陸和中國東部的黑龍江省、吉林省和內蒙古自治區。在繁殖季節以外，它對棲地的要求較少限制，除了生活在蘆葦灘外，它還會光顧稻田、水芹田、魚塘、礫坑、污水處理廠、溝渠、洪泛區和沼澤。
亞種B. s. capensis是南部非洲的特有種，稀疏分佈於東海岸附近的沼澤地、奧卡萬戈三角洲和德拉肯斯山脈的山麓地區。這個族群是當地留鳥。

## 行為

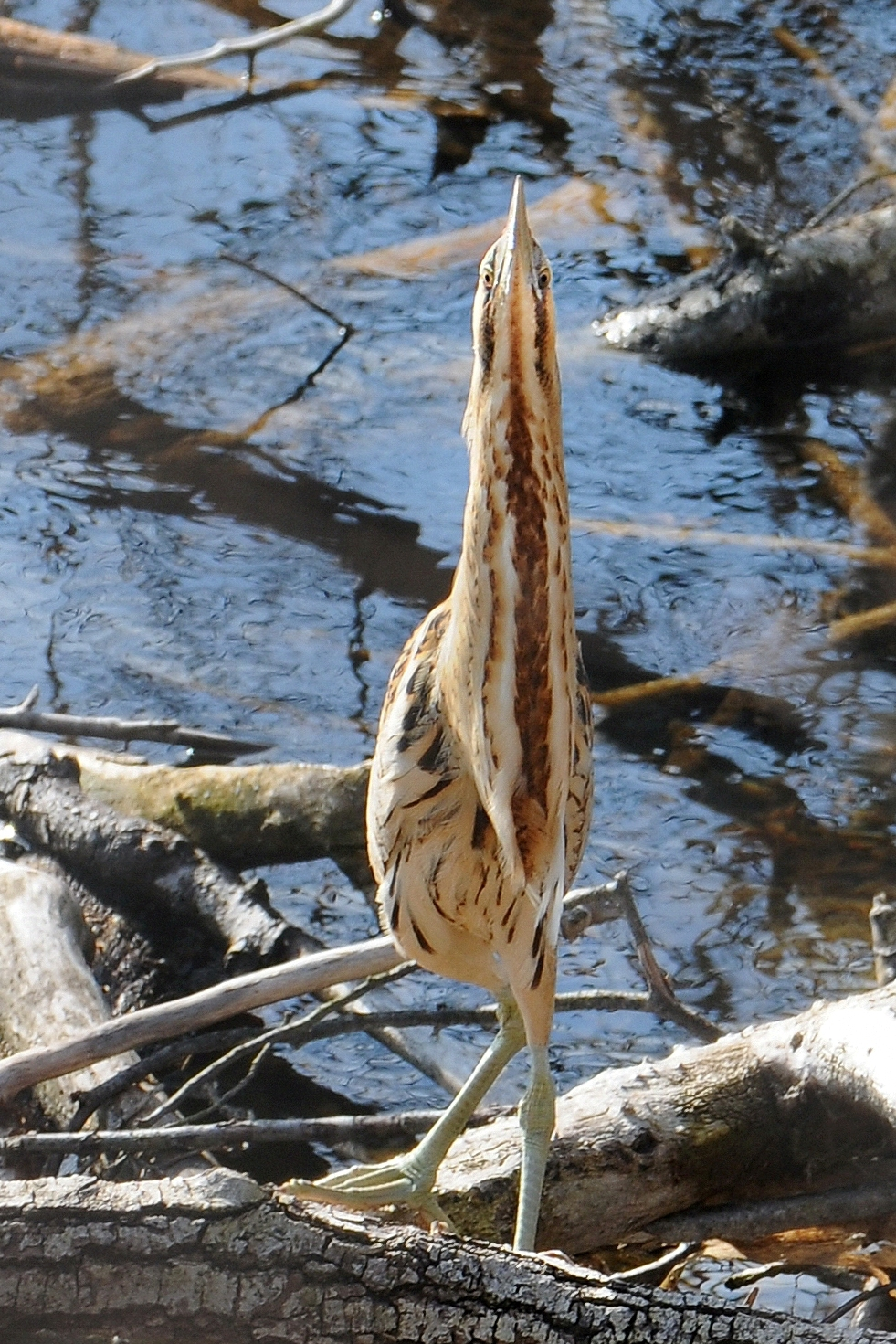
羽毛伸長，呈防禦姿勢

歐洲麻鳽通常是獨居的，在蘆葦灘中覓食，悄悄地行走或靜止在可能有獵物的水體上方。這是一種害羞的鳥類，如果受到驚擾，常常會將喙直直地向上指，並凍結在那個位置，這樣它的隱蔽羽毛就能與周圍的蘆葦融為一體，這種行為被稱為bitterning。在這個姿勢下，喉部和胸部的長羽會下垂，隱藏頸部，使頭部和身體的輪廓變得模糊。有時，它會使用位於胸部兩側的專門絨羽產生的絨羽粉。這種白色的粉末似乎可以幫助它在捕食鰻魚後去除頭部和頸部的黏液。然後，它會用力抓撓來去除多餘的粉末，並從尾部基部的尾脂腺塗抹梳理油。
這種鳥性格隱秘，大部分時間都藏在蘆葦和粗糙的植被中。偶爾，尤其是在嚴冬時節，它會站在水邊的開闊地，但通常靠近掩蔽處以便迅速撤退。飛行時，它的翅膀寬闊圓潤，雙腿以典型鷺科鳥類的方式拖在身後。起飛時，牠的頸部伸展，但在加速後會收回。然而，牠很少飛行，除非是在餵養雛鳥時，牠更喜歡在植被中悄悄步行。牠的步態緩慢而慎重，能夠用腳趾抓住多根蘆葦進行攀爬。牠在黎明和黃昏最為活躍，但有時也會在白天覓食。

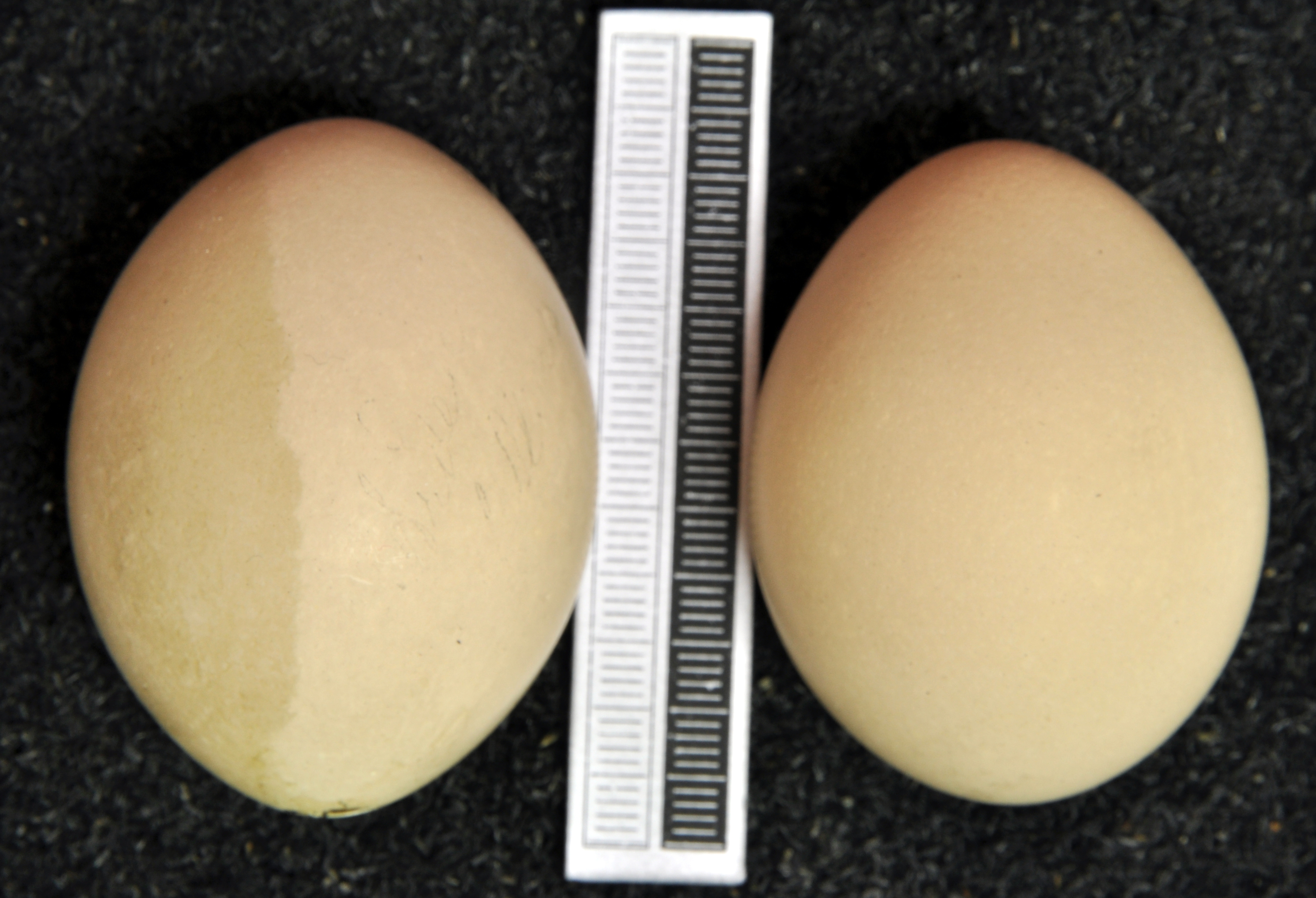
蛋, 威斯巴登博物館. 直尺以毫米為單位標記.

大麻鷺以魚、小型哺乳動物、兩棲動物和無脊椎動物為食，沿著蘆葦邊緣在淺水中狩獵。英國的紀錄包括長達35 cm（14英寸）的鰻魚和其他魚類、老鼠和田鼠、小鳥和雛鳥、青蛙、蠑螈、螃蟹、蝦、軟體動物、蜘蛛和昆蟲。在歐洲大陸，牠們食用超過二十個甲蟲科的成員，以及蜻蜓、蜜蜂、蚱蜢和蠼螋。一些植物性食物，如水生植物，也會被食用。
雄鳥是多配偶的，與多達五隻雌鳥交配。巢築在前一年站立的蘆葦中，由雌鳥用蘆葦、莎草和草莖搭建一個約30 cm（12英寸）寬的凌亂平台，內襯細小的碎片。巢可能位於被水包圍的草叢上，或靠近水的交織根部。蛋平均大小為50乘40 mm（2乘11⁄2英寸），為無光澤的橄欖褐色，寬端帶有一些較深的斑點。四到六枚蛋在三月下旬和四月產下，雌鳥孵化約二十六天。孵化後，雛鳥在巢中待約兩週後離巢，在蘆葦中游泳。雌鳥在沒有雄鳥幫助的情況下養育牠們，將食物從嗉囊中反芻到巢中，雛鳥會抓住她的喙拉下。大約八週後，牠們完全羽化。

### 聲音
雄鳥的求偶叫聲或聯絡叫聲是一種深沉的、嘆息般的霧號或牛鳴聲boom，具有快速的上升和略長的下降，在平靜的夜晚可從5（3英里）外清晰聽到。這種叫聲主要在一月至四月的繁殖季節發出。對大麻鷺的調查是通過記錄某一地區不同雄鳥的叫聲數量進行的。在現代科學研究之前，這種小鳥如何發出如此低沉的叫聲不為人知：常見的解釋包括這隻鳥對著稻草叫或者直接吹入水中。現在已知這種聲音是通過強大的肌肉壓縮食道內的空氣發出的。

## 狀態

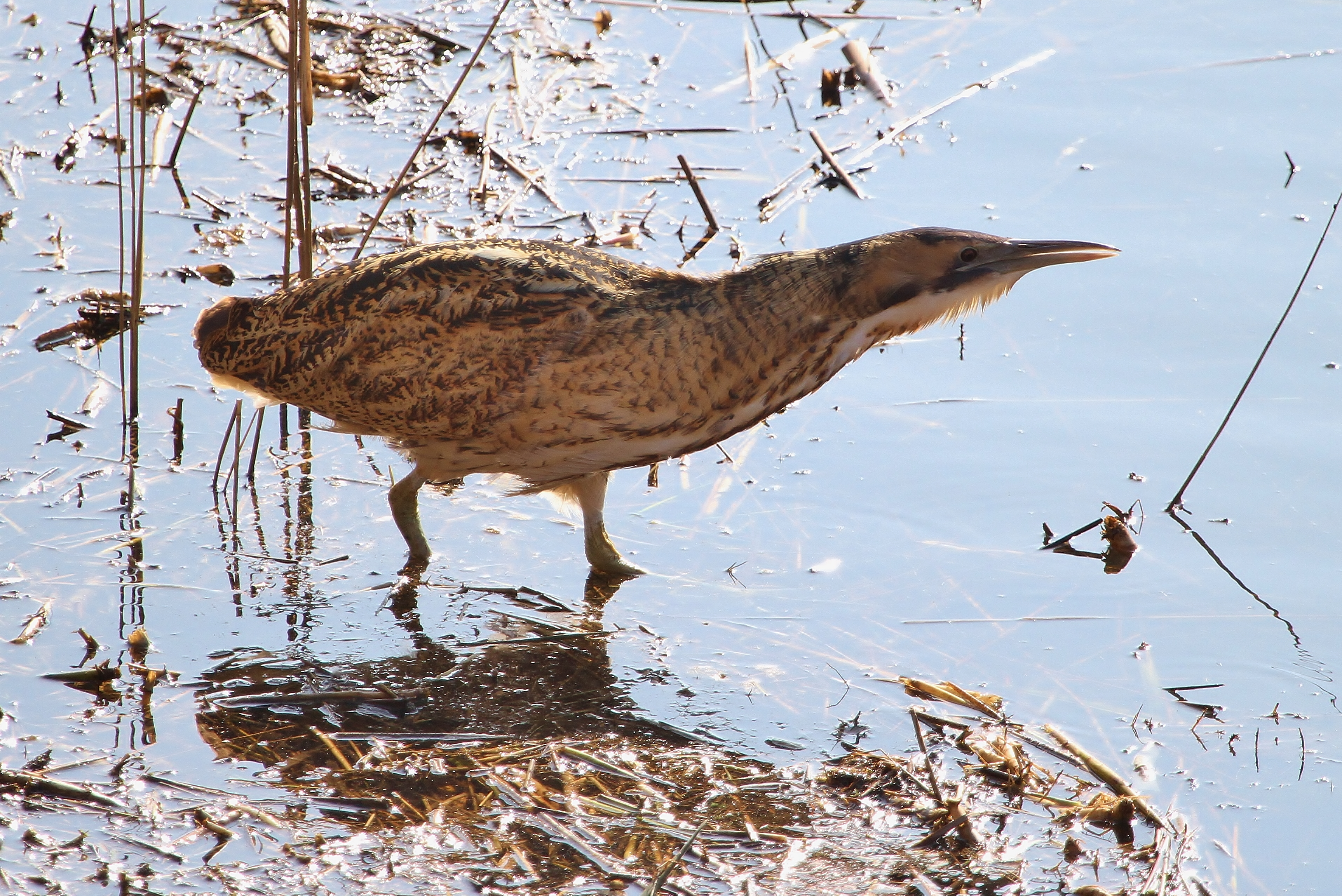
在淺水中覓食

大麻鷺分布範圍非常廣泛，種群總體數量龐大，估計約有110,000至340,000隻。雖然種群數量呈下降趨勢，但下降速度不足以將其列入更受威脅的範疇，因此國際自然保護聯盟將其整體保護狀況評估為「無危」。這種鳥面臨的主要威脅是蘆葦灘的破壞以及濕地棲地的排水和干擾。該物種是非洲-歐亞遷徙水鳥保護協定（AEWA）適用的物種之一。南部亞種在20世紀因濕地退化而遭受了災難性的下降，與北部亞種不同，南部亞種的保護問題非常嚴重。
在英國，這個物種在19世紀晚期滅絕，直到1911年才再次被記錄到成功繁殖。1950年代，種群數量增加到約70對，但在1990年代末減少到不到20對。1997年有11隻雄鳥，到2007年估計有44對繁殖成鳥，主要集中在蘭開夏和東安格利亞。2021年，英國記錄到228隻繁殖雄鳥，比2019年增加了19隻。萊頓莫斯皇家鳥類保護協會保護區的蘭開夏種群在近幾十年來有所下降，而西國的新的蘆葦灘吸引了麻鳽。經過廣泛的蘆葦灘修復後，在北威爾士已觀察到繁殖活動，而在2020年，兩對麻鳽在南威爾士格溫特的紐波特濕地成功繁殖。這是大約250年來首次在該郡繁殖的麻鳽。在21世紀，麻鳽成為倫敦濕地中心的常見冬季訪客，使城市居民能夠觀賞這些稀有鳥類。在愛爾蘭，這個物種在19世紀中期作為繁殖物種滅絕，但在2011年在韋克斯福德郡觀察到一隻鳥，之後有多次觀察到。

## 文學中的麻鳽

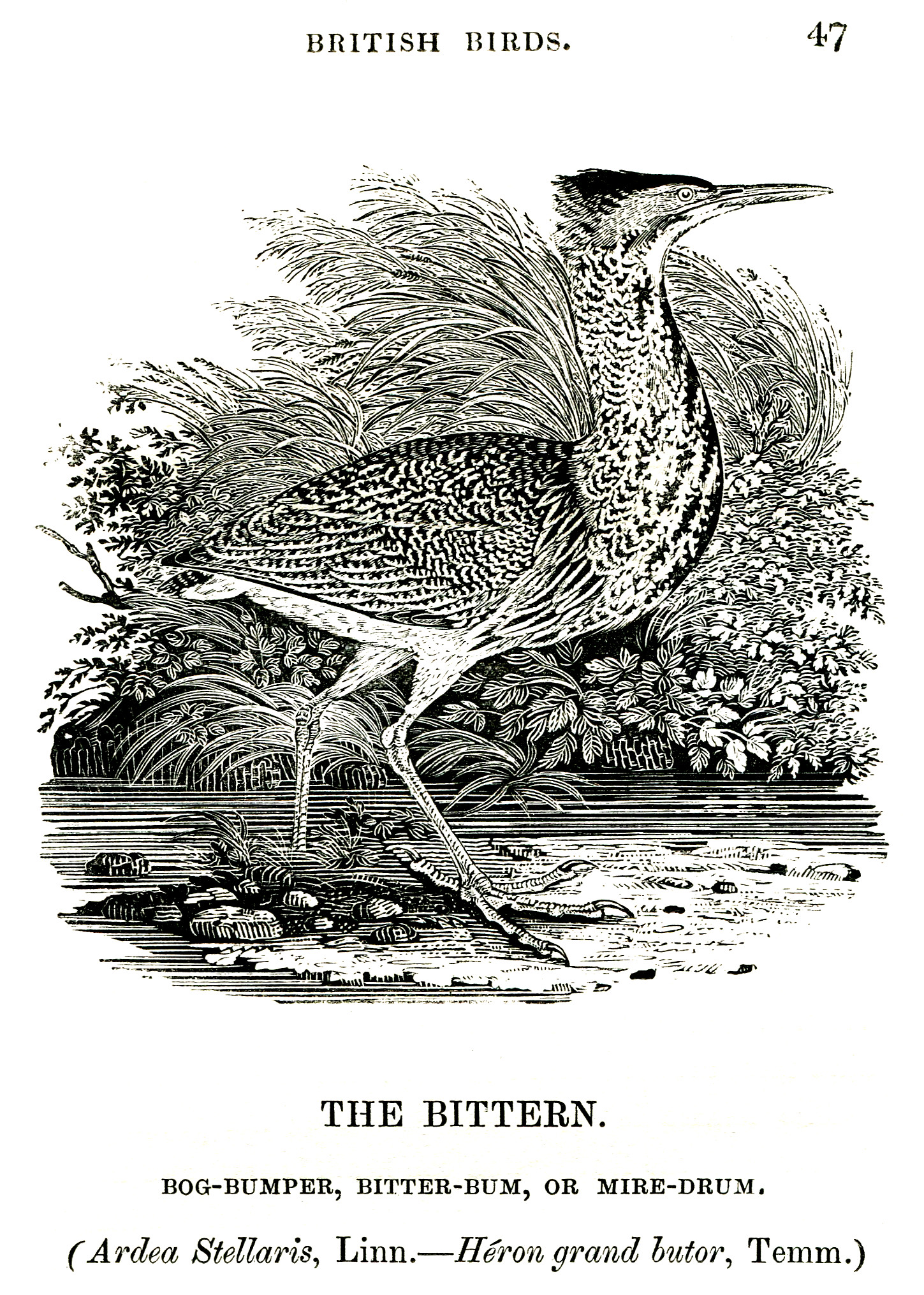
木版畫“Bittern、Bog-Bumper、Bitter-Bum 或 Mire-Drum”，選自《英國鳥類史》，第 2 卷，“水鳥”，托馬斯·比維克 創作，1804 年

托馬斯·比維克記錄到麻鳽「以前在貴族的餐桌上非常受重視」。

### 轟鳴聲
大麻鷺被認為是南斯拉夫神話中墓地和黑暗中的生物drekavac的合理解釋之一。它在布蘭科·科皮奇的短篇小說《勇敢的米塔和池塘中的德雷卡瓦茲》中被提及。
18世紀蘇格蘭詩人詹姆斯·湯姆森在他的詩《春天》（1728年寫成，作為他1735年出版的The Seasons一部分）中提到麻鳽的「轟鳴」：
The Bittern knows the time, with bill ingulpht
To shake the sounding marsh
該物種在喬治·克拉布1810年的敘述詩The Borough中被提及，以強調該詩反派彼得·格里姆斯被排斥、孤獨的生活：
And the loud Bittern from the bull-rush home
Gave from the Salt-ditch side the bellowing boom:
愛爾蘭詩人托馬斯·麥克多納翻譯了卡瑟爾·布伊·麥吉拉·古娜的愛爾蘭語詩《黃麻鳽》（愛爾蘭語中為《An Bonnán Buí》）。他的朋友，詩人弗朗西斯·萊德維奇寫了一首《悼托馬斯·麥克多納》，開頭一句是「他不會聽見麻鳽的哭聲」。
在阿瑟·柯南·道爾的福爾摩斯小說《w:The Hound of the Baskervilles》中，自然學家斯台普頓提出麻鳽的轟鳴聲是神秘獵犬吼叫聲的解釋。

由於其隱秘和鬼鬼祟祟的性格，長期以來麻鳽如何發出其獨特的轟鳴聲一直不甚明了。一種中世紀理論認為，麻鳽將其喙插入其棲息的沼澤地，使其聲音通過水的回響得到放大和加深。這一理論在1476年喬叟的《巴斯婦人的故事》中有提及，詩句為972-973行：
And, as a bitore bombleth in the myre,
She leyde hir mouth un-to the water doun
17世紀英國醫生托馬斯·布朗爵士對此說法表示質疑，他在《w:Pseudodoxia Epidemica》第三卷第27章中寫道：「大多數人認為，麻鳽通過將喙插入蘆葦中，或像Bellonius和Aldrovandus認為的那樣，插入水或泥中，並在一段時間後保持氣體，再突然釋放，發出那種轟鳴聲，這一說法並不容易證實。就我個人而言，儘管經過認真調查，我從未見過它們有這種動作」。布朗甚至養了一隻麻鳽以發現其「轟鳴」的產生方式。

### 偽裝
藝術家阿博特·漢德森·塞耶在《w:Concealing-Coloration in the Animal Kingdom》中認為，動物通過反影偽裝和破壞性著色的結合來隱蔽，這兩者共同「消除了」它們的自我陰影和形狀。然而，塞耶的結論受到了質疑。
動物學家休·科特在其1940年的經典偽裝研究《w:Adaptive Coloration in Animals》中引用了威廉·帕爾默看到麻鳽的描述：
他曾在沼澤中標記了一隻這種鳥降落的地方：到達現場後，他發現它緊緊抓住一根野燕麥莖，幾乎直立不動，非常難以辨認。